# Rinoa Heartilly
Rinoa Heartilly es una de los personajes del videojuego de RPG Final Fantasy VIII. Es una chica simpática, abierta y buena persona que siempre intenta ayudar a los demás, aunque también se puede observar que en ciertas situaciones es algo inmadura y cabezota. Estas características harán que tanto ella como sus compañeros se metan en muchos líos. Aun así siempre se gana el perdón y la confianza de todos.

## Apariencia
Rinoa tiene la piel de color crema y su cabello es largo de color negro a capas el cual llega a la mitad de su espalda el cual tiene algunas extensiones de color caramelo. Sus ojos son de color marrón oscuro profundo. Tiene una cara en forma de corazón y una nariz pequeña. Es de baja estatura y es bastante delgada, pero en comparación con algunos personajes, parece tener un poco más del promedio en el peso. Posee un arma única llamada Edge Blaster que hace las funciones de Boomerang ya que al dispararlo, regresa a su propietaria sin problemas. Rinoa también es la dueña de un perro llamado Angelo, el cual siempre la acompañará a todas partes y le asistirá en las batallas usando trucos que ha aprendido gracias a Rinoa y también asiste a sus aliados así como igualmente puede atacar al enemigo. Rinoa es vista por primera vez en el juego con un vestido blanco y un cabestro amarillo de tela, llevando puesto un collar hecho por sí misma, un brazalete en su brazo derecho, y zapatos blancos. Ella vuelve a aparecer con este conjunto de salón cuando se da el Garden Festival en Fisherman Horizon. Su traje habitual es un suéter de plumero largo, sin mangas y en tonos azules, de punto elástico que tiene diseños de alas blancas en el dorso, las que se vuelven reales cuando ella entra en estado Angel Wing. También lleva un juego de calentadores de punto elástico en sus brazos, una camiseta sin mangas negras, una falda de mezclilla corta, un lazo negro en su brazo izquierdo, pantalones cortos como para bicicleta en negro, y unas botas negras de hebilla que tienen cremalleras bajas en la parte delantera. Ella usa un anillo que le dio su madre como dije de su collar. Justo antes de que inicie la batalla del Garden, Squall le entrega una réplica de su anillo Griever hecha por Zell. Rinoa añade el anillo de Griever a su collar y lo lleva junto con el anillo de su madre durante el resto del juego.
Los Símbolos que identifican a Rinoa son las plumas blancas o alas, un motivo similar aparece en todas las Hechiceras en la historia; así como las "alas de ángel" en la parte posterior de su suéter azul. Otro signo que utiliza con frecuencia en sus apariciones es la elevación de su dedo índice gesto que hizo con Squall Leonhart al solicitarle un baile.

## Historia
Rinoa es la hija de una cantante llamada Julia Heartilly y del General Calway pero por desgracia su madre murió en un accidente automovilístico cuando Rinoa tenía solo 5 años.
La primera aparición que tiene Rinoa es en el baile de celebración por la graduación de los nuevos SeeDs en el Jardín de Balamb en la cual conoce a Squall y lo invita a bailar, ella estaba en la fiesta porque buscaba hablar con el director Cid Kramer.
Ella es la líder de un grupo de resistencia de Timber llamados "Los Búhos del Bosque", aunque sus compañeros de resistencia Zone y Watts se dirigen a ella como "princesa". Este grupo tiene como objetivo frenar las fuerzas de Galbadia en la invasión de Timber. Ella es quien contrata a un grupo de SeeDs, capitaneado por Squall, para asesinar a la Bruja Edea. Tras este encuentro Rinoa se verá involucrada en la historia y acabará acompañando a Squall hasta el final.
Rinoa en primera instancia se convierte en Bruja al recibir los poderes de Edea de forma misteriosa sin que alguien haga algo, después recibe los poderes de la Bruja Adel una vez que ha sido derrotada por el grupo y se convierte en una Bruja muy poderosa pero sin practica para usar sus poderes de forma efectiva. En teoría se supone que los poderes de Rinoa se traspasaran a la Bruja Artemisa por forma natural de transferencia de poderes, pero la Bruja Artemisa al estar agonizante le traspasa sus poderes a la Bruja Edea en el pasado y eso se convierte en una paradoja de espacio tiempo al haber una posible multiplicación de poderes sin lógica ya que Edea ya era Bruja al recibir los poderes de Artemisa.

## Personalidad
Rinoa es diametralmente opuesta a Squall ya que es una persona simpática, que ayuda a los demás, pero también es cabezota e incluso atrevida cuando hay algo que no le gusta.
En un principio ella y Squall chocaban en sus ideas que terminaban en pequeños conflictos, ella siempre lo buscaba y criticaba por la forma de ser de él por ser asocial, solitario y lo poco dado a los amigos, lo cual muchos veces terminaba por deprimir a Rinoa.
Desde que conoce a Squall en el baile de graduación para SeeDs, en el Jardín de Balamb; hay un sentimiento entre ellos, ella le toma cariño al verlo tan solo y a pesar de pensar tan diferentes, después de tanta insistencia Rinoa acaba ganándose la confianza de Squall hasta finalmente enamorarse de él. Ya tras descubrir que ella era una bruja, Squall se ofrece a ser el Caballero que la guarde, hecho que asiente gustosa, y sella el amor de esta pareja.
A pesar de su agradable manera de ser y su personalidad compasiva, Rinoa es inesperadamente valiente. Como prueba de su valor, Rinoa fue capaz de dejar todos los privilegios con los que contaba en su vida para unirse al grupo de resistencia de Timber, yendo en contra de su padre con quien tiene una relación bastante difícil a pesar del rango que este posee dentro del ejército de Galbadia. Rinoa se preocupa bastante por la situación por la que pasa el mundo. La valentía de Rinoa también es evidenciada por el hecho de que luchó al lado de Squall y su grupo durante todo el desarrollo de la historia a pesar de ser la única sin ninguna formación militar. 
Al contrario que el resto de personajes Rinoa no es SeeD, esto provocara que en determinadas circunstancias cuestione su estancia dentro del grupo, hecho que se disipará con la ayuda de sus compañeros.

## Armas
Rinoa usa como arma un boomerang (arma arrojadiza) y sus Límites dependen de su perro Ángelo y de su estado de Hada, que le permite utilizar magias prohibidas y de gran potencia de manera rápida y sin ni siquiera gastarlas de sus reservas, además su PM durante este estado, se multiplicará por tres. 
Para realizar los límites de Ángelo, previamente hay que amaestrarlo con las revistas "Hocicos".
Rinoa puede conseguir en la armería los siguientes bumeranes:
- Luna Llena: Se hace con 3 grava mágica. Fuerza: 11.
- Valkiria: Se hace con 1 Pluma y 1 Piedra mágica. Fuerza: 14.
- Sol naciente: Se hace con 1 Hoja de Sierra y 8 Tornillos. Fuerza: 18.
- Cardenal: Se hace con 1 Ala de cocatoris, 1 hoja de unipladio y 1 Uña puntiaguda. Fuerza: 24.
- Lethal Wings: Se hace con 2 Molinete, 1 Anillo de Enoc, 1 Manilla de Mitra y 2 Energía pura. Fuerza: 28.

## Límites
Los Límites de Rinoa se basan en el uso de su mascota, Angelo, su perro. Para activar cada límite es necesario que se encuentren una serie de libros especiales los cuales al activarlos, gradualmente Angelo irá aprendiendo el respectivo límite. Para que esto ocurra, es necesario tener a Rinoa en el equipo para que así, Angelo aprenda dicha habilidad preseleccionada. Con Ángelo son los siguientes:
- ¡Ángelo al ataque!: Comienza con él. Ataca a un enemigo, contraataque.
- Doctor Ángelo: Se aprende con Hocicos n º2. Cura a un personaje con poca vitalidad, es aleatorio.
- Ángelo resurrector: Se aprende con Hocicos n º4. Resucita a un personaje de tu grupo. Es aleatorio.
- Cañón Ángelo: Se aprende con Hocicos n º5. Ataca a todos los enemigos. Cuando se le llama.
- ¡Ángelo al rescate!: Se aprende con Hocicos n.º 1. Ataca a un enemigo. Cuando se le llama.
- Luna invisible: Se aprende con Hocicos n º3. Hace invencibles a los miembros del grupo. Cuando se le llama.
- Estrella fugaz: Se aprende con Hocicos n º6. Ataque fulminante a todos los enemigos (8 golpes de 9999 HP). También es útil para derrotar a Ente Omega.

Una vez que Rinoa adquiere poderes de Bruja adquiere un nuevo límite llamado "Hada" en el cual triplica su poder mágico pero pierdes el total control de ella y lanza magias al azar sin gastar las de reserva.
- Datos: Q1134269
- Multimedia: Rinoa Heartilly / Q1134269